# The Wild Ones (album)
The Wild Ones – piąty album zespołu The Cockney Rejects nagrany i wydany w 1982 przez wytwórnię EMI.

## Utwory
1. "Way of the Rocker" – 4:42
2. "City of the Lights" – 4:07
3. "Rock N' Roll Dream" – 4:33
4. "Til the End of the Day" – 2:16
5. "Some Play Dirty" – 3:48
6. "Satellite City" – 3:46
7. "Let Me Rock You" – 4:15
8. "Victim of the Cheap Wine" – 4:15
9. "Hells a Long Way To Go" – 4:13
10. "Heat of the Night" – 3:58

## Skład
- Jeff "Stinky" Turner – wokal
- Mick Geggus – gitara, wokal
- Vince Riodan – gitara basowa, wokal
- Keith "Sticks" Warrington – perkusja